# Héléna Klotz
Héléna Klotz, née le 6 décembre 1979, est une réalisatrice française.

## Biographie
Elle est la fille des réalisateurs Nicolas Klotz et Élisabeth Perceval, et la sœur du compositeur de musique de films Ulysse Klotz.
Après avoir réalisé son premier court métrage, Héléna Klotz fait des bandes-son pour le théâtre et travaille au casting de plusieurs films.
Son premier long métrage, L'Âge Atomique (2012) avec Niels Schneider, présenté en 2012 à la Berlinale dans la section Panorama, obtient le prix de la FIPRESCI, ainsi que le prix Jean Vigo et le grand prix du jury du Festival Premiers plans d'Angers.
En 2015, elle est collaboratrice artistique de Jacques Audiard sur Dheepan, qui reçoit la Palme d'or au Festival de Cannes la même année.
Héléna Klotz présente en 2023 son nouveau film La Vénus d'Argent en compétition officielle au Festival international du film de Toronto avec Claire Pommet dans le rôle principal.
Elle est membre du collectif 50/50 qui a pour but de promouvoir l’égalité des femmes et des hommes et la diversité dans le cinéma et l’audiovisuel,.

## Filmographie

### Courts métrages
- 2003 : Le léopard ne se déplace jamais sans ses taches
- 2014 : Bethlehem

### Moyens métrages
- 2011 : Val d'or
- 2022 : Amour océan

### Longs métrages
- 2007 : Les Amants cinéma (documentaire)[4]
- 2012 : L'Âge atomique
- 2023 : La Vénus d'argent, avec Claire Pommet (Pomme)

### Clips
- 2016 :   Moment parfait de Philippe Katerine

## Distinctions
- Prix Jean-Vigo 2012 pour L'Âge atomique[5]
- Grand prix du jury, catégorie Long métrage français, au festival Premiers plans d'Angers 2012 pour L'Âge atomique
- Prix FIPRESCI du meilleur film de la section Panorama à la 62e Berlinale pour L'Âge atomique[6]
- Prix de l'Âge d'or 2012 pour L'Âge atomique[7]
- Mention spéciale pour L'Âge atomique au Valdivia International Film Festival 2012
- Prix de la mise en scène au Festival CineramaBC du Brésil 2012